# All-Star Game de la NBA 1962
El duodécimo All-Star Game de la NBA de la historia se disputó el día 16 de enero de 1962 en el Kiel Auditorium de la ciudad de San Luis, Misuri. El equipo de la Conferencia Este estuvo dirigido por Red Auerbach, entrenador de Boston Celtics y el de la Conferencia Oeste por Fred Schaus, de Los Angeles Lakers. La victoria correspondió al equipo del Oeste, por 150-130, siendo elegido MVP del All-Star Game de la NBA el ala-pívot de los St. Louis Hawks Bob Pettit por cuarta vez en su carrera, que consiguió 25 puntos y 27 rebotes. Por parte del equipo del Este, el base de Cincinnati Royals Oscar Robertson anotó 26 puntos, mientras que el novato pívot de los Chicago Packers Walt Bellamy, que al finalizar la temporada lograría el premio del Rookie del Año de la NBA, anotó 23. Pero el máximo anotador del encuentro fue Wilt Chamberlain, que consiguió el récord de anotación en un All-Star con 42 puntos, a lo que añadió 24 rebotes.

## Estadísticas

### Conferencia Oeste
| CONFERENCIA OESTE           |                                           |                                           |                                           |                                           |                                           |                                           |                                           |                                           |
| Jugador, Equipo             | MIN                                       | TCA                                       | TCI                                       | TLA                                       | TLI                                       | REB                                       | AST                                       | PTS                                       |
| Elgin Baylor, Los Angeles   | 37                                        | 10                                        | 23                                        | 12                                        | 14                                        | 9                                         | 4                                         | 32                                        |
| Bob Pettit, St. Louis       | 37                                        | 10                                        | 20                                        | 5                                         | 5                                         | 27                                        | 2                                         | 25                                        |
| Walt Bellamy, Chicago       | 29                                        | 10                                        | 18                                        | 3                                         | 8                                         | 17                                        | 1                                         | 23                                        |
| Oscar Robertson, Cincinnati | 37                                        | 9                                         | 20                                        | 8                                         | 14                                        | 7                                         | 13                                        | 26                                        |
| Jerry West, Los Angeles     | 31                                        | 7                                         | 14                                        | 4                                         | 6                                         | 3                                         | 1                                         | 18                                        |
| Wayne Embry, Cincinnati     | 16                                        | 2                                         | 6                                         | 0                                         | 0                                         | 4                                         | 1                                         | 4                                         |
| Bailey Howell, Detroit      | 8                                         | 1                                         | 2                                         | 0                                         | 0                                         | 0                                         | 1                                         | 2                                         |
| Jack Twyman, Cincinnati     | 8                                         | 4                                         | 6                                         | 3                                         | 3                                         | 1                                         | 2                                         | 11                                        |
| Cliff Hagan, St. Louis      | 9                                         | 1                                         | 3                                         | 0                                         | 0                                         | 2                                         | 1                                         | 2                                         |
| Frank Selvy, Los Angeles    | 11                                        | 0                                         | 3                                         | 0                                         | 0                                         | 4                                         | 1                                         | 0                                         |
| Gene Shue, Detroit          | 17                                        | 3                                         | 6                                         | 1                                         | 1                                         | 5                                         | 4                                         | 7                                         |
| Rudy LaRusso, Los Angeles   | Seleccionado pero no jugó por una lesión. | Seleccionado pero no jugó por una lesión. | Seleccionado pero no jugó por una lesión. | Seleccionado pero no jugó por una lesión. | Seleccionado pero no jugó por una lesión. | Seleccionado pero no jugó por una lesión. | Seleccionado pero no jugó por una lesión. | Seleccionado pero no jugó por una lesión. |
| Totales                     | 240                                       | 57                                        | 121                                       | 36                                        | 51                                        | 79                                        | 31                                        | 150                                       |

MIN: Minutos. TCA: Tiros de campo anotados. TCI: Tiros de campo intentados. TLA: Tiros libres anotados. TLI: Tiros libres intentados. REB: Rebotes. AST: Asistencias. PTS: Puntos

### Conferencia Este
| CONFERENCIA ESTE               |                                           |                                           |                                           |                                           |                                           |                                           |                                           |                                           |
| Jugador, Equipo                | MIN                                       | TCA                                       | TCI                                       | TLA                                       | TLI                                       | REB                                       | AST                                       | PTS                                       |
| Dolph Schayes, Syracuse        | 4                                         | 0                                         | 0                                         | 0                                         | 0                                         | 1                                         | 0                                         | 0                                         |
| Tom Heinsohn, Boston           | 13                                        | 4                                         | 11                                        | 2                                         | 2                                         | 2                                         | 1                                         | 10                                        |
| Wilt Chamberlain, Philadelphia | 37                                        | 17                                        | 23                                        | 8                                         | 16                                        | 24                                        | 1                                         | 42                                        |
| Bob Cousy, Boston              | 31                                        | 4                                         | 13                                        | 3                                         | 4                                         | 6                                         | 8                                         | 11                                        |
| Richie Guerin, New York        | 27                                        | 10                                        | 17                                        | 3                                         | 6                                         | 3                                         | 1                                         | 23                                        |
| Bill Russell, Boston           | 27                                        | 5                                         | 12                                        | 2                                         | 3                                         | 12                                        | 2                                         | 12                                        |
| John Green, New York           | 21                                        | 2                                         | 4                                         | 3                                         | 3                                         | 2                                         | 0                                         | 7                                         |
| Willie Naulls, New York        | 21                                        | 5                                         | 16                                        | 1                                         | 1                                         | 7                                         | 0                                         | 11                                        |
| Hal Greer, Syracuse            | 24                                        | 3                                         | 14                                        | 2                                         | 7                                         | 10                                        | 9                                         | 8                                         |
| Paul Arizin, Philadelphia      | 21                                        | 2                                         | 12                                        | 0                                         | 0                                         | 2                                         | 0                                         | 4                                         |
| Sam Jones, Boston              | 14                                        | 1                                         | 8                                         | 0                                         | 1                                         | 1                                         | 0                                         | 2                                         |
| Tom Gola, Philadelphia         | Seleccionado pero no jugó por una lesión. | Seleccionado pero no jugó por una lesión. | Seleccionado pero no jugó por una lesión. | Seleccionado pero no jugó por una lesión. | Seleccionado pero no jugó por una lesión. | Seleccionado pero no jugó por una lesión. | Seleccionado pero no jugó por una lesión. | Seleccionado pero no jugó por una lesión. |
| Larry Costello, Syracuse       | Seleccionado pero no jugó por una lesión. | Seleccionado pero no jugó por una lesión. | Seleccionado pero no jugó por una lesión. | Seleccionado pero no jugó por una lesión. | Seleccionado pero no jugó por una lesión. | Seleccionado pero no jugó por una lesión. | Seleccionado pero no jugó por una lesión. | Seleccionado pero no jugó por una lesión. |
| Totales                        | 240                                       | 53                                        | 130                                       | 24                                        | 43                                        | 70                                        | 22                                        | 130                                       |

MIN: Minutos. TCA: Tiros de campo anotados. TCI: Tiros de campo intentados. TLA: Tiros libres anotados. TLI: Tiros libres intentados. REB: Rebotes. AST: Asistencias. PTS: Puntos